# Amphore panathénaïque

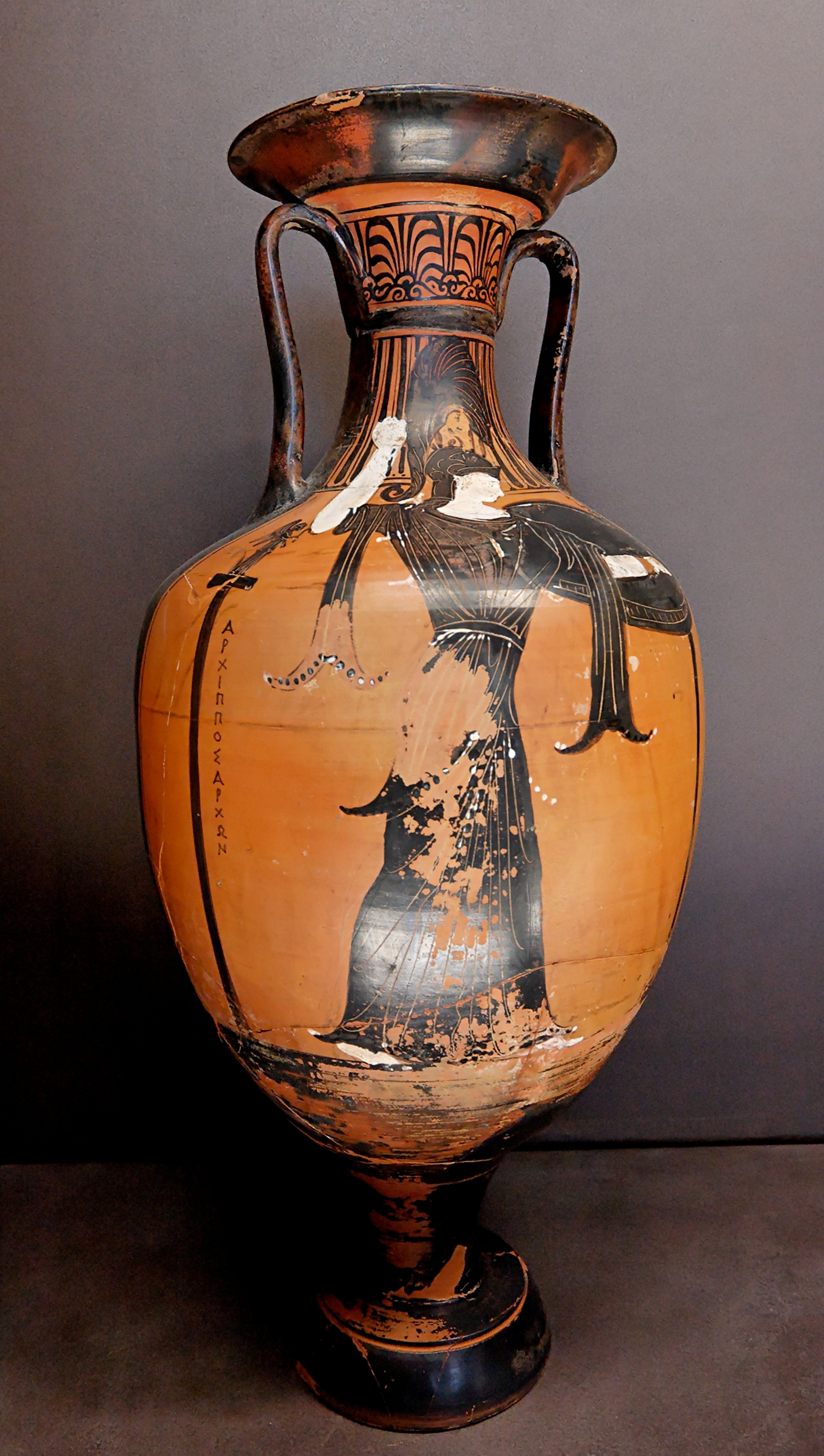
Amphore panathénaïque. Musée du Louvre, MN 705. 321-320 av. J.-C.

Une amphore panathénaïque est une amphore destinée à contenir l'huile d'olive offerte en récompense aux vainqueurs des jeux panathénaïques, qui étaient célébrés tous les quatre ans à Athènes. L'huile provenait de l'oliveraie sacrée d'Athéna située dans le domaine de l'Académie.
Les amphores panathénaïques sont produites en Attique à partir du second quart du VIe siècle av. J.-C. ; en effet, c'est en 566 av. J.-C. que Pisistrate organise pour la première fois ces jeux. À cette époque, la céramique attique était une céramique à figures noires et le décor à figures noires est resté traditionnellement attaché à ce type d'amphores même après être passé de mode pour la céramique en général. On en a fabriqué jusqu'à l'époque hellénistique, au IIIe et IIe siècles av. J.-C.
La plus ancienne amphore panathénaïque connue est l'amphore Burgon, qui se trouve à Londres, au British Museum, datant d'environ 566 av. J.-C.
Il existe aussi des amphores dites pseudo-panathénaïques qui présentent certaines des caractéristiques formelles des amphores panathénaïques, mais dont on pense qu'elles n'ont pas servi de récompense aux jeux d'Athènes ; elles ne portent pas l'inscription τον αθενεθεν αθλον.

## Description
Les amphores panathénaïques, qui répondaient à une commande publique, avaient une forme et un décor normalisés, qui a peu évolué dans le temps. Elles se caractérisaient par un col et un pied étroits et deux anses assez fines ; la panse, plutôt rebondie à l'origine, a eu tendance à s'allonger avec le temps. Elles mesurent en général entre 60 et 70 cm de hauteur.
Le décor traditionnel comprenait d'un côté une Athéna guerrière (Athéna Promachos), accompagnée de l'inscription τον αθενεθεν αθλον (« prix [des jeux] d'Athènes »), de l'autre la représentation de l'épreuve à laquelle avait participé le vainqueur. À partir de la première moitié du IVe siècle, on voit apparaître une datation par le nom de l'archonte. La représentation d'Athéna était habituellement encadrée par deux colonnes, souvent surmontées par des coqs.